# Кирчев, Илия
Или́я Ки́рчев (болг. Илия Кирчев; 28 декабря 1932, Долни-Чифлик, Варненская область — 11 сентября 1997, София) — болгарский футболист, играл на позиции защитника; бронзовый призёр Олимпийских игр 1956 года.

## Биография

### Игровая карьера
Кирчев всю карьеру играл за варнский «Спартак», в котором провёл 14 сезонов, не выиграв с командой ни одного титула. он является рекордсменом клуба по количеству матчей в чемпионате Болгарии, сыграв за «Спартак» 286 матчей, в которых забил 3 гола.
В составе сборной Болгарии был участником олимпийского футбольного турнира 1956 года и олимпийского футбольного турнира 1960 года, завоевав в 1956 году в составе национальной сборной бронзовые медали.

### Тренерская карьера
Работал главным тренером варнского «Спартака» (1973—1974, 1978—1979).

### Смерть и память
Скончался 11 сентября 1997 года в Софии в возрасте 64 лет; в том же году в память о нём был учреждён детский футбольный турнир, который проводится между школами болгарских футбольных клубов.

## Достижения
Болгария
- Бронзовый призёр Олимпийских игр (1): 1956